# 桜井泉
桜井 泉（さくらい いずみ、1971年3月19日 - 2017年3月24日）は、日本の女優、ナレーター。
ヘリンボーン最終所属。

## 経歴
東京都出身。日本大学芸術学部演劇学科卒業。
2017年3月24日午後5時30分、死去。46歳没。死因は非公表。
特技は英会話。
| スタブアイコン | サブスタブ | この項目は、まだ閲覧者の調べものの参照としては役立たない、俳優（男優・女優）に関連した書きかけの項目です。この項目を加筆・訂正などしてくださる協力者を求めています（P:映画/PJ芸能人）。 |